# Rodenzenreuth
Rodenzenreuth ist seit 1971 ein Gemeindeteil der Stadt Waldershof im Landkreis Tirschenreuth, Oberpfalz.
Das Dorf liegt am Fuße der Kösseine zwischen Waldershof und Ebnath an der Kössein.

## Infrastruktur
Spiel- und Sportmöglichkeiten gibt es im neugestalteten Kösseine-Bad in 2 km Entfernung oder auf dem Tennisplatz gleich daneben.

## Verkehr
Eine Gemeindeverbindungsstraße führt von Waldershof als Kreisstraße TIR 17 durch den Ort nach Schurbach.